# Imanuel Lauster

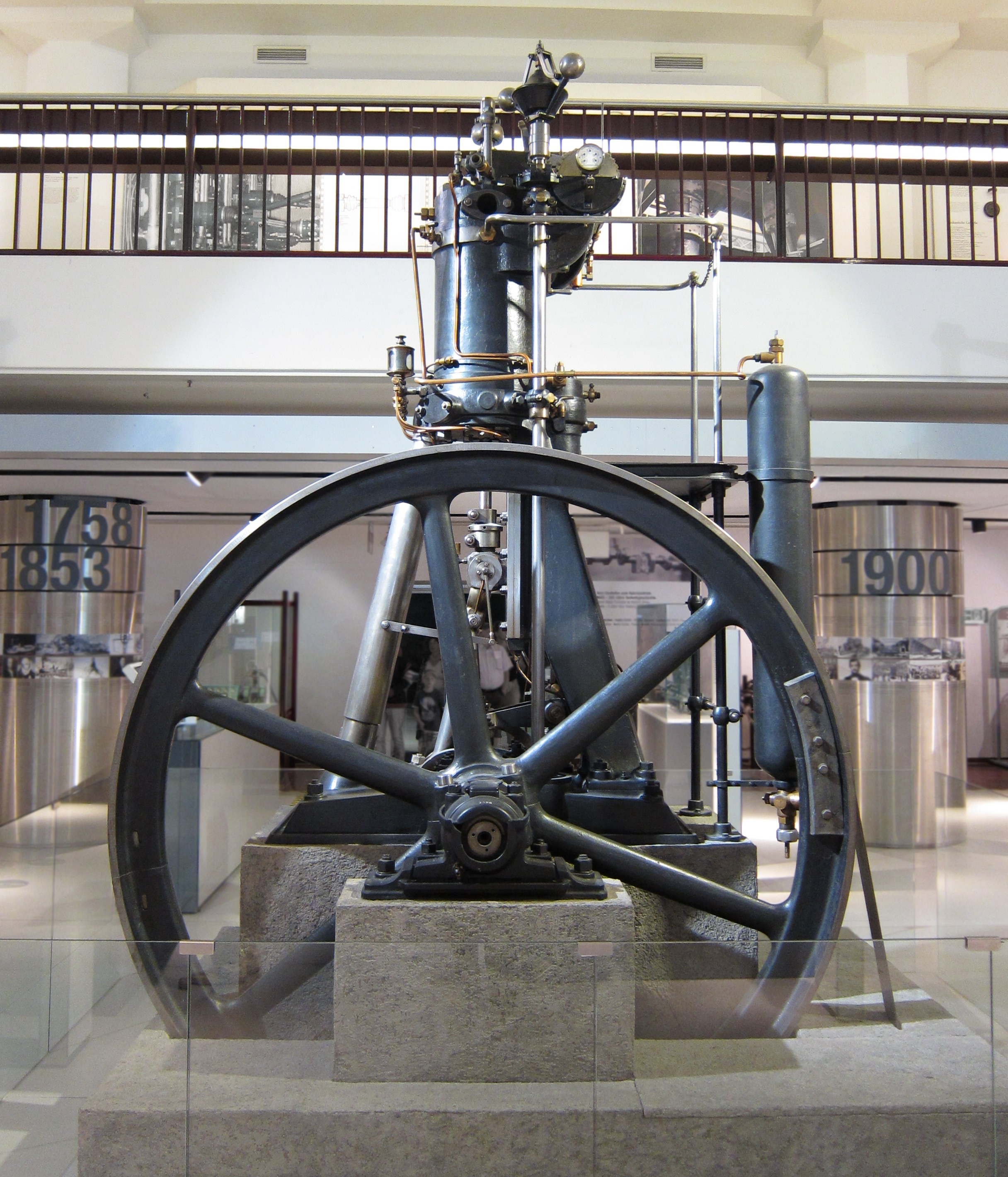
Dieselmotor von 1897, ausgestellt im Deutschen Museum

Imanuel Lauster (* 28. Januar 1873 in Münster (Stuttgart); † 15. März 1948 in Leitershofen) war ein deutscher Techniker und Vorstandsvorsitzender von MAN.
Der Sohn eines Schuhmachers sollte Handwerker werden und begann seine Technikerausbildung in der Maschinenfabrik von Gotthilf Kuhn, wo er 1888–92 als Konstrukteur von Verbrennungsmotoren arbeitete. Im Januar 1896 trat er zur Unterstützung von Rudolf Diesel in die Maschinenfabrik Augsburg (ab 1908 MAN) ein, wurde 1902 Prokurist und Oberingenieur, 1913 Vorstandsmitglied und 1932 Vorstandsvorsitzender der MAN.
Lauster konstruierte den ersten brauchbaren Dieselmotor (siehe Bild), er entwickelte 1897 den ersten Zweizylinder-Prototyp, 1898–1900 schuf er den marktreifen Kreuzkopfmotor der M.A.N. und anschließend den Motor ohne Kreuzkopf, der in vielen Ländern Vorbild für den Bau von Dieselmotoren war. Er hatte auch maßgeblichen Anteil an der Entwicklung der U-Boot-Dieselmotoren.
Von Oktober bis Dezember 1926 besuchte er mit dem Ingenieur Paul Rieppel und einem weiteren leitenden Mitarbeiter verschiedene amerikanische Firmen. Wie er berichtete, waren die deutschen Konstruktionen in der Regel für die Amerikaner zu kompliziert. Von 1931 bis zum 9. Mai 1933 war Lauster Vorstandsmitglied des Vereins Deutscher Ingenieure (VDI). 1934 erhielt der Geheime Baurat Dr.-Ing. E. h. die goldene Denkmünze der Schiffbautechnischen Gesellschaft.
Nachdem sein Schwiegersohn in Rumänien Geschäfte gemacht hatte, die zur Beschlagnahmung von Zahlungen an die MAN führten, musste er Anfang Juli 1934 als Vorstandsvorsitzender zurücktreten.
Als aktiver Christ vermachte Lauster der evangelischen Gemeinde Leitershofen Geld und ein Grundstück, damit die Leitershofer Lutheraner nicht mehr nach Göggingen zum Gottesdienst fahren mussten. Er starb nach einer längeren Krankheit.